# مسجد چهل دختران
مسجد چهل دختران مربوط به دوره صفویه است و در شهرستان نائین، بخش انارک، دهستان چوپانان، روستای نیستانک، محله بالاده واقع شده و این اثر در تاریخ ۸ بهمن ۱۳۸۵ با شمارهٔ ثبت ۱۷۰۴۳ به عنوان یکی از آثار ملی ایران به ثبت رسیده است.